# 벤디 홀데너
벤디 홀데너(독일어: Wendy Holdener, 1993년 5월 12일~)는 스위스의 알파인 스키 선수이다. 올림픽에 3회 참가했으며 금메달 1개, 은메달 2개, 동메달 2개를 획득했다. 또한 세계 선수권 대회에서 금메달 3개, 은메달 6개를 획득했다. 

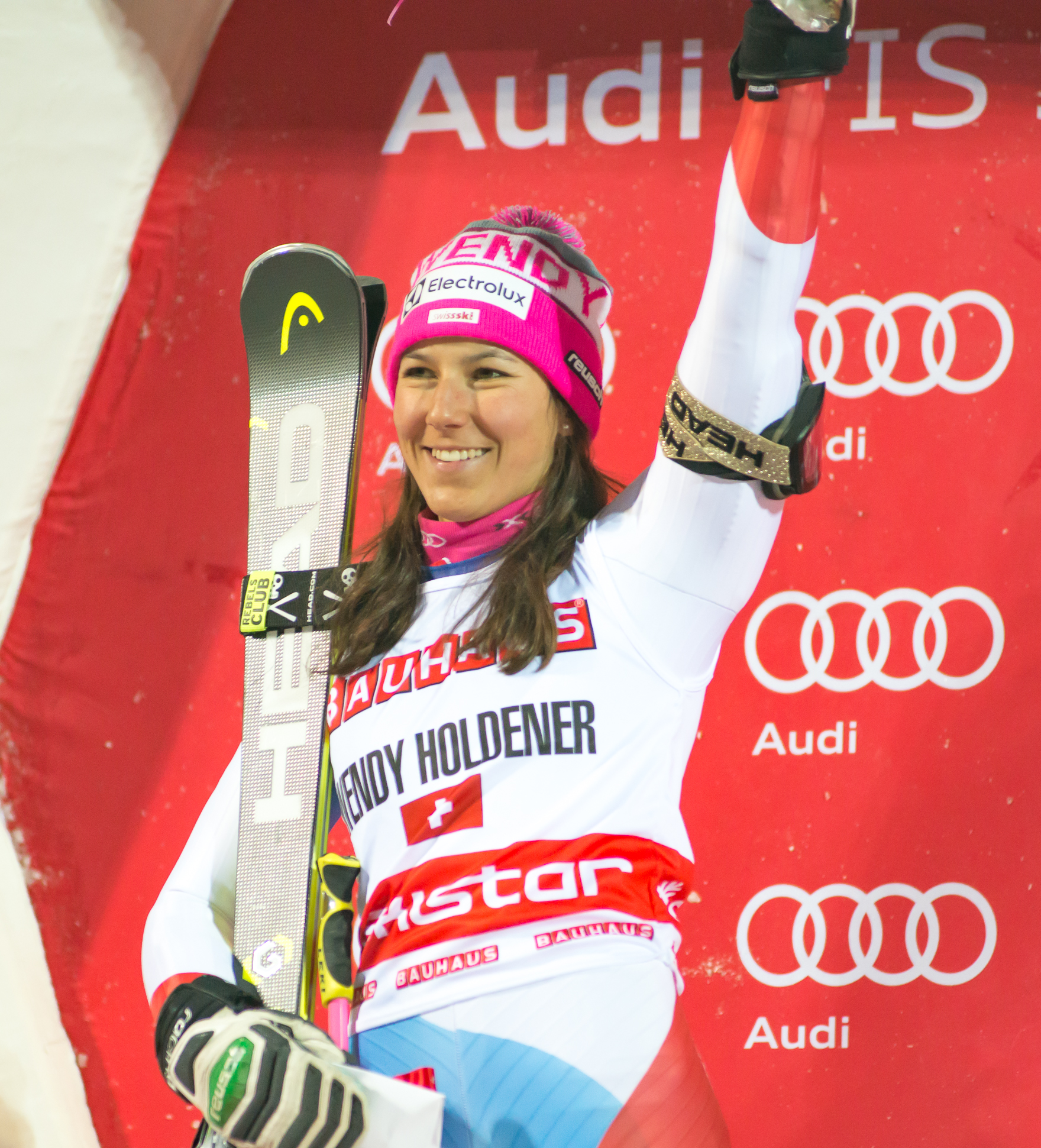
2018년 스톡홀름 월드컵 당시의 홀데너

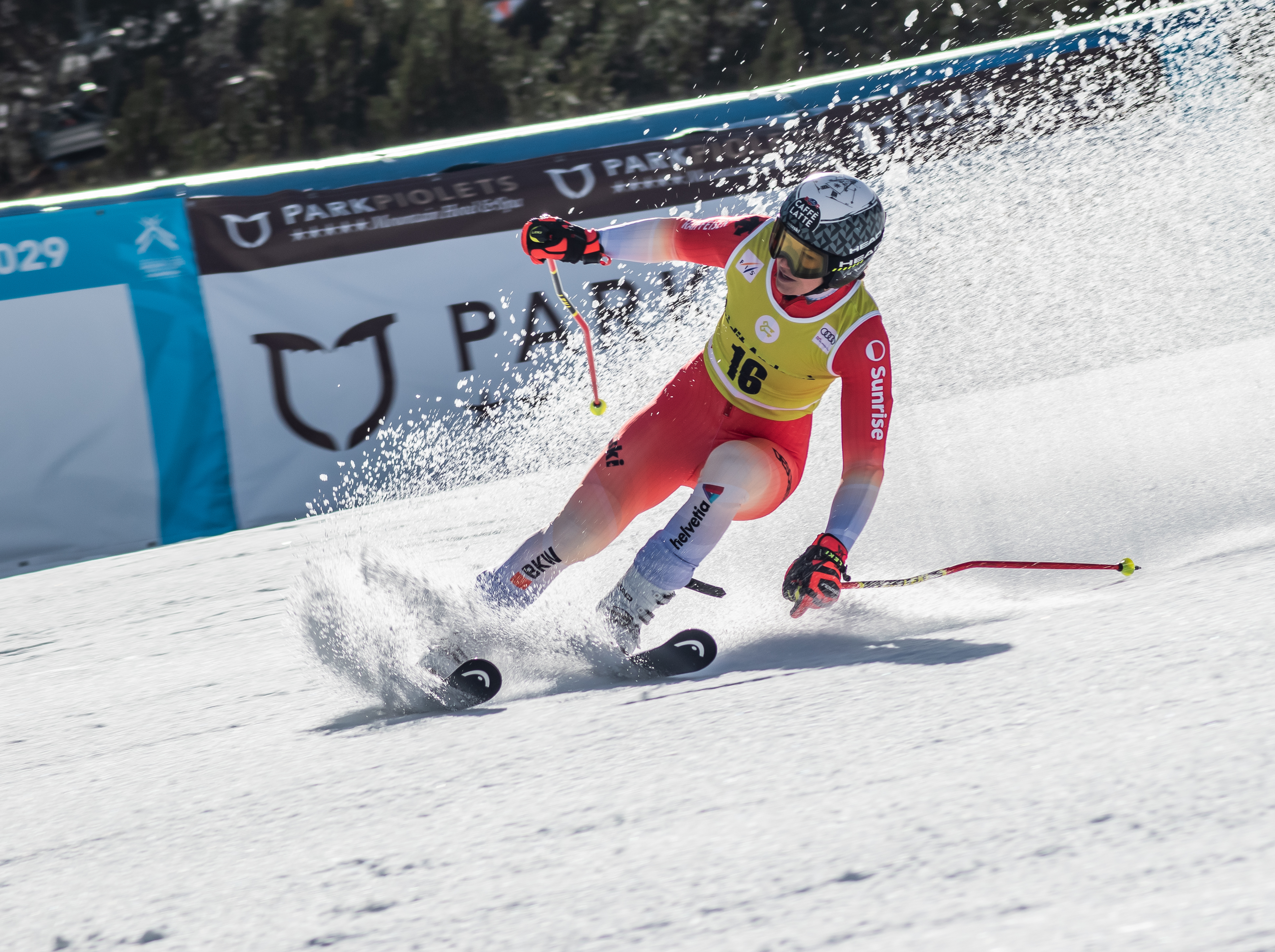
2017년 엘파스데라카자 월드컵 당시의 홀데너